# Спецпоезда смерти

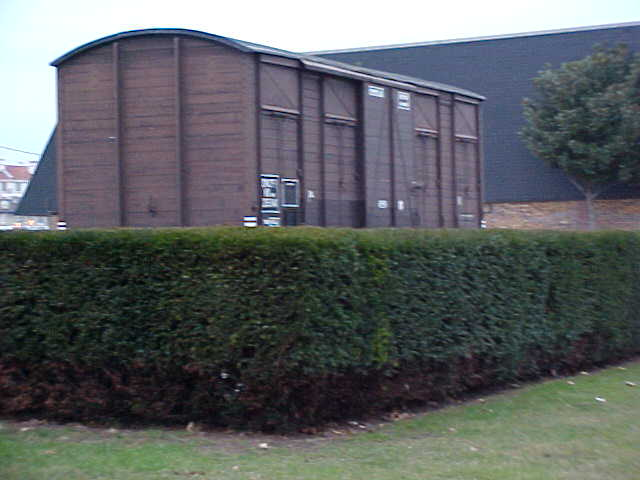
Вагон в Дранси во Франции

«Спецпоезда смерти» (нем. Sonderzüge in den Tod) — название передвижных выставок, посвящённых теме депортации сотен тысяч жертв нацизма в концентрационные лагеря. Первая подобная экспозиция открылась во Франции в 2006 году.
Создание передвижной выставки о депортациях на железнодорожных станциях было согласовано между федеральным министром транспорта Вольфгангом Тифензее и Медорном 1 декабря 2006 года. В 2008 году выставки проводились в Германии. Местом их проведения были как правило железнодорожные вокзалы:
- в январе 2008 — в Потсдаме,
- в апреле — в Шверине,
- в мае — в Витенберге и Мюнстере,

затем в Кёльне, Франкфурте, Дрездене и Мюнхене.
К концу 2008 года число посетителей этих выставок достигло 80 000 человек. На 2009 год выставки были запланированы в городах Ганау, Кемниц, в еврейском музее Дорстена. В основе экспозиций, показанных в Германии, лежит концепция первоначальной выставки «Еврейские дети, депортированные из Франции» (авторы — Беата и Серж Кларсфельд), проходившей во Франции в течение трёх лет, начиная с 2006 года.
Передвижным выставкам в Германии предшествовала продолжительная дискуссия между авторами и дирекцией железных дорог Германии. Железнодорожники считали, что вокзалы — не лучшее место для проведения подобных выставок. В печати появились статьи, в которых обсуждались «за» и «против» организации антифашистских экспозиций на железнодорожных вокзалах. В результате соглашения между министром путей сообщения Вольфгангом Тифензее и дирекцией железных дорог Германии 1 декабря 2006 года было принято решение об организации выставок на тему депортации евреев в вокзальных помещениях.